# لي تشا سو
لي تشا سو (6 حزيران 1957 – 9 اذار 2020) كان سياسيا؛ من كوريا الجنوبية، وناشط في المجتمع المدني، وهو الذي حث على نقل قاعدة K-2 الجوية المستخدمة مع مطار دايجو الدولي.
شغل منصب رئيس مجلس باكجو . توفي لي في تشيلجوك، منطقة بوك، دايجو، عن عمر يناهز 63 عام بسبب فيروس كورونا (COVID-19) ،في تاريخ 7 شباط 2020.